# Fusil revólver Colt
Los fusiles revólver Colt fueron primigenios fusiles de repetición producidos por la Colt's Manufacturing Company. Estaban principalmente basados en la patente y los mecanismos de revólveres Colt ya existentes, como el Colt Modelo 1855 Sidehammer Pocket y el Colt Dragoon.

## Historia
Los fusiles revólver fueron un intento de incrementar la cadencia de disparo de los fusiles combinándolos con el mecanismo rotativo de disparo que había sido desarrollado anteriormente para los revólveres. Samuel Colt comenzó a experimentar con fusiles revólver a inicios del siglo XIX, fabricándolos en una variedad de calibres y longitudes del cañón.

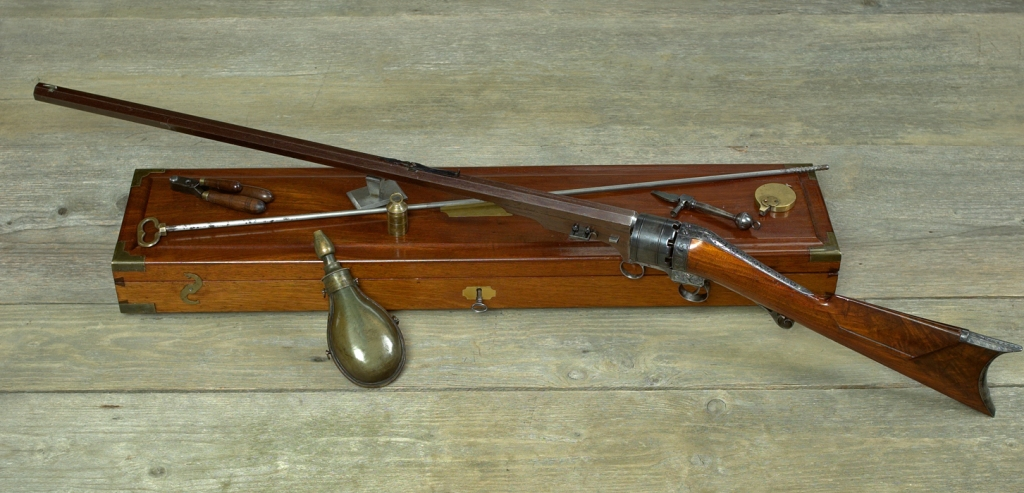
Fusil revólver Colt Paterson 1838 con anillo-palanca.

Los fusiles revólver Colt fueron los primeros fusiles de repetición adoptados por el Gobierno estadounidense, pero tenían sus problemas. Oficialmente fueron suministrados a los soldados por su cadencia de disparo, pero después de disparar seis balas, el tirador necesitaba bastante tiempo para recargar. Además, en algunas ocasiones, los fusiles revólver disparaban todas sus balas a la vez, poniendo en peligro al tirador. Incluso así, un primigenio modelo fue empleado en las Guerras Seminolas en 1838.
Se fabricaron varios modelos en la década de 1830, como el Colt Paterson. La cantidad total producida alrededor de 1838-41 fue de aproximadamente 950.
En marzo de 1836, Colt fundó la firma Patent Arms instalándose en una sedería abandonada a lo largo de las orillas del río Passaic en Paterson, Nueva Jersey. Su primer producto fue un fusil revólver de palanca, disponible en calibre 8,63 (.34), 9,14 mm, 9,65 mm (.38), 10 mm (.40) y 11 mm, en el cual un anillo situado delante del gatillo servía para armar el martillo y girar el tambor para cada disparo. Al poco tiempo fue seguido por un revólver. Estos revólveres "Paterson" de cinco balas tenían gatillos plegables, estando disponibles con palancas de carga o sin ellas, en calibre 7 mm (.28), 7,87 mm (.31) y 9,14 mm. 
La Patent Arms también produjo carabinas revólver con cañón de ánima lisa y escopetas. El estallido de la guerra entre el gobierno estadounidense y la tribu seminola le ofreció a Colt su primer éxito. Los guerreros seminolas aprendieron que los soldados eran vulnerables mientras recargaban sus armas monotiro, por lo que desarrollaron una táctica para atraer disparos y luego atacar a los soldados temporalmente indefensos y eliminarlos antes que pudieran disparar de nuevo. Los fusiles revólver de Colt eran bastantes efectivos contra esto y el Ejército compró sus productos para las tropas que participaron en la campaña de Florida.
En 1855, Colt introdujo el Colt Sidehammer, un revólver con gatillo de lengüeta y un tambor completamente cerrado. Estos revólveres fueron oficialmente llamados Sidehammer, pero también eran conocidos como "revólveres Root" por Elisha K. Root, que en aquel entonces era superintendente de la fábrica e ingeniero jefe.
Basado en el diseño del Sidehammer, Colt produjo los fusiles y carabinas revólver Modelo 1855 para empleo militar y civil, así como una escopeta revólver. Con una salud frágil, Colt expandió su fábrica en vísperas de la Guerra de Secesión y empezó la producción de un nuevo revólver más ligero de 11 mm para el Ejército (Colt Army 1860), seguido por una versión de 9,14 mm para la Armada.
Aparte de las copias belgas y carabinas experimentales, no se conocen muchos ejemplares de las carabinas Dragoon; lo más probable es que solamente estaban disponibles bajo pedido.
El fusil revólver más producido fue el Modelo 1855. Se fabricaron un total estimado de 4.435 unidades en la fábrica de Hartford entre 1856-1864.
Éste fue producido en versión fusil, así como una carabina acortada. En 1855 fue el primer fusil de repetición en ser adoptado por el Ejército estadounidense, pero problemas de diseño evitaron que sea empleado hasta 1857. El principal problema era que la pólvora a veces se escurría de los cartuchos de papel en combate, alojándose en diversas hendiduras alrededor del tambor. El gas caliente que se escapaba por el espacio entre la recámara y el cañón podía encender esta pólvora, que a su vez encendería toda la pólvora de las recámaras que estaban preparadas para disparar. A esto se le llama "disparo en cadena" y era un fallo relativamente común en los primeros revólveres de percusión. Cuando esto sucedía en un fusil revólver Colt, el brazo y la mano izquierdos del tirador podían ser rociados con metal ardiente.
Este fallo produjo una razonable desconfianza en el arma. Los comandantes trataron de resolver el problema de diferentes formas. El fusil tenía que ser limpiado a fondo correctamente, ya que una limpieza superficial dejaría residuos que aumentarían el riesgo de un disparo en cadena. Algunos comandantes entrenaron a sus hombres para disparar el arma solamente con la mano apoyada delante del guardamonte, o sosteniendo la palanca de carga bajada, lo cual situaba la mano fuera de la zona de peligro durante un disparo en cadena. Otros comandantes entrenaron a sus hombres para cargar solamente una recámara, evitando así la ocurrencia de disparos en cadena. Cargado una sola recámara a la vez reducía al arma a una monotiro y eliminaba el propósito de tener un fusil de repetición.
Los fusiles revólver Brevete Colt Dragoon se fabricaron en Bélgica bajo licencia de Colt durante las décadas de 1850 y 1860.
El Buntline 1873 era una orden especial; estuvieron entre los primeros fusiles de repetición efectivos.
Varios fabricantes ofrecían versiones carabina por encargo de sus populares revólveres de acción simple, a pesar de la popularidad de los nuevos fusiles de palanca.
El revólver de tiro al blanco Colt Buntline 1873 de acción simple se convirtió en uno de los íconos del Viejo Oeste. La leyenda cuenta que el escritor de dime novel Ned Buntline regaló revólveres Colt 1873 encargo especial con cañones extra-largos, mecanismos de puntería para tiro al blanco y culatines de alambre desmontables a un grupo escogido de celebridades del Viejo Oeste, incluyendo a Wyatt Earp y Bat Masterson. Según esta leyenda, los revólveres Colt Peacemaker de cañón largo pasaron a llamarse Buntline Special. Solamente se produjeron 31, de los cuales 18 han sobrevivido.

## Diseño y características

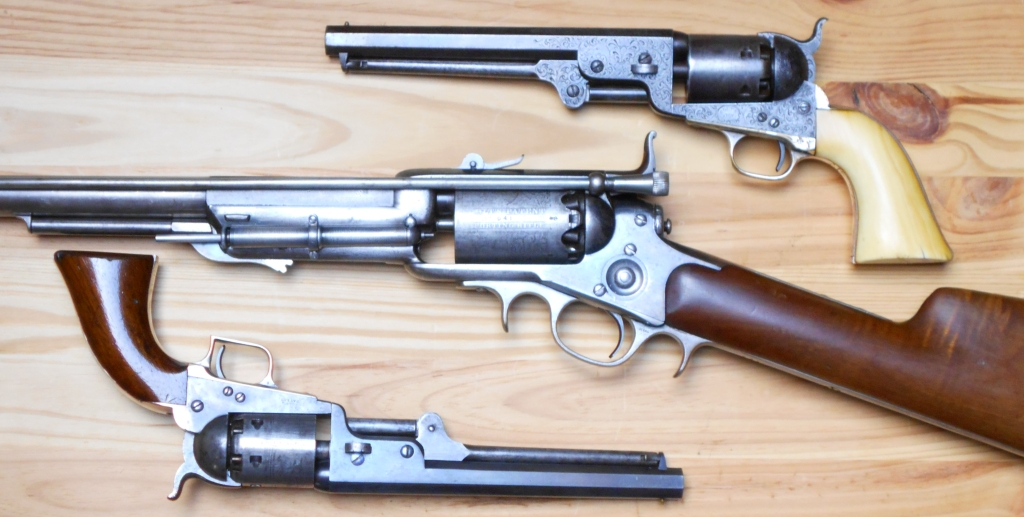
Un fusil Colt Root Modelo 1855 de 9,14 mm (.36) y dos revólveres Colt Navy del mismo calibre

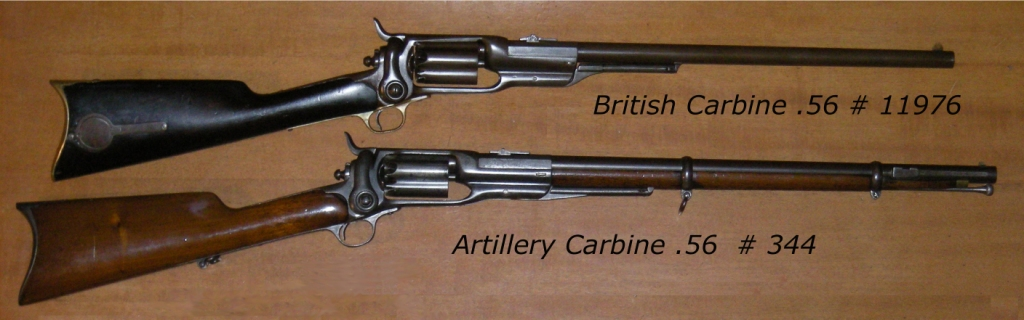
Carabinas Colt Root de 14,2 mm (.56).

El diseño del fusil revólver Colt era esencialmente parecido al de los revólveres con tambor de 5 o 6 balas, en una variedad de calibres que iban de 9,14 mm (.36) a 16,25 mm (.64).
El Modelo 1855, que fue el fusil revólver más producido, estaba disponible en los calibres 9,14 mm, 11 mm (.44) y 14,2 mm (.56). Su cañón estaba disponible en cuatro longitudes: 381 mm (15 pulgadas), 457,2 mm (18 pulgadas), 533,4 mm (21 pulgadas) y 609,6 mm (24 pulgadas). Empleaba un tambor de 6 recámaras si era de calibre 9,14 mm u 11 mm. Si era de calibre 14,2 mm, empleaba un tambor de 5 recámaras.
El fusil revólver empleaba cápsulas fulminantes, al igual que los revólveres de la época. Por la parte frontal del tambor se introducían la pólvora y la bala en la recámara, siendo atacadas con una baqueta situada bajo el cañón. Una vez que las recámaras del tambor estaban cargadas, se ponían cápsulas fulminantes sobre sus respectivas chimeneas en la parte posterior del tambor. El arma ya estaba lista para disparar. Además de ser susceptible a disparos en cadena, el diseño del tambor también solía rociar astillas de plomo en la mano y la muñeca del tirador. Los revólveres no padecían de este problema, ya que el tirador tenía ambas manos detrás del tambor mientras disparaba.
Algunos modelos podían ser equipados con sables-bayoneta o bayonetas de cubo. En estos fusiles revólver, el punto de mira servía como tope para encajar la ranura de la bayoneta de cubo y aquellos que empleaban sables-bayoneta tenían un riel en el lado derecho del cañón.

## Empleo
Los ocho hombres del Pony Express que cuidaban el peligroso trayecto entre Independence, Misuri y Santa Fe, empleaban una combinación de revólveres y fusiles revólver Colt. Cuando surgieron dudas sobre la capacidad de aquellos ocho hombres de enviar las cartas con seguridad en el trayecto, el gobierno de Missouri declaró que "en caso de ataque, esos ocho hombres están listos para disparar 136 balas sin tener que recargar. No tememos por la seguridad del correo." Todas las entregas de correo en esa ruta se completaron seguramente.
El gobierno estadounidense había comprado 765 carabinas y fusiles revólver Colt antes de la Guerra de Secesión. Muchos de estos fueron despachados a ubicaciones sureñas y terminaron siendo empleados por la Confederación. Tras el inicio de la guerra, la Unión compró más fusiles y carabinas. Las fuentes no están de acuerdo sobre la cantidad exácta comprada, pero aproximadamente se compraron 4.400-4.800 unidades durante la guerra.
El arma tuvo un excelente desempeño en combate, siendo empleada por el 21º Regimiento de Infantería de Ohio en Snodgrass Hill durante la Batalla de Chickamauga en la Guerra de Secesión. El volumen de fuego de ésta arma demostró ser tan útil, que las fuerzas confederadas estaban convencidas de que atacaban a una división completa y no a un solo regimiento. Pero a pesar de esto, a los ohioenses se les acabaron las municiones y se rindieron. Aun con estas victorias, las fallas del fusil demostraron ser fatales para el arma. Un comité de oficiales evaluó la evidencia y decidió descontinuar su empleo. Los fusiles fueron vendidos por 42 centavos cada uno, una fracción del precio original de 44 dólares.
Se compraron muchos fusiles revólver para las tropas de diversos estados, con varias compañías entrando a la Guerra de Secesión armadas con estos y casi nunca empleándolos en situaciones de combate. La Colt fabricó fusiles revólver en una variedad de longitudes, en un intento por adaptados a las diversas ramas de las Fuerzas Armadas. Cuando fueron empleados en la Guerra de Secesión, no fueron apreciados por los soldados debido al fogonazo y el ruido que producían muy cerca del rostro, además del peligroso retroceso que tenía lugar después de un "disparo en cadena".

## El fusil revólver Colt en ficción
En la película 3:10 a Yuma (2007), el tirador mexicano Campos (Río Alexander) lleva un fusil revólver Colt Modelo 1855 equipado con una mira telescópica y adaptado para disparar cartuchos metálicos.
En la película El Dorado, de John Wayne, el personaje Bull Harris (interpretado por Arthur Hunnicut) emplea una carabina revólver Modelo 1855 como su arma principal.
En la película La máscara del Zorro, el capitán Love lleva un primigenio fusil revólver. En la secuela La leyenda del Zorro, un capitán de caballería también lleva uno.
En la octava película de Quentin Tarantino The hateful eight, John, El colgador Ruth, lleva una revólver Colt.